# Parque Heythrop

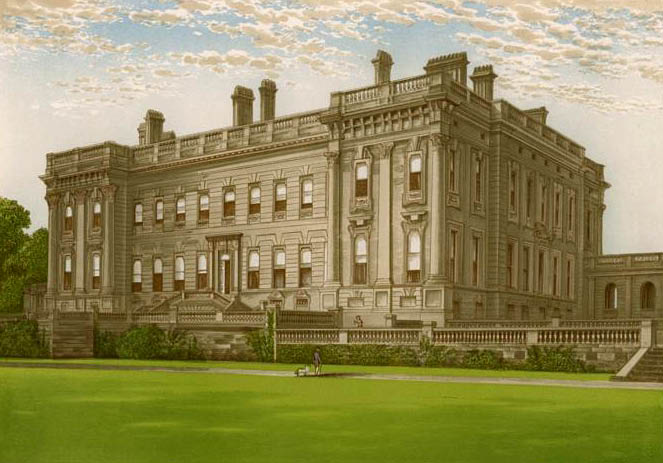
Parque Heythrop. El frente del jardín

Heythrop Park es una casa de campo de principios del siglo XVIII catalogada como de Grado II* 1 milla (1,6 km) al sureste de Heythrop en Oxfordshire. Fue diseñado por el arquitecto Thomas Archer en estilo barroco para Charles Talbot, primer duque de Shrewsbury. Un incendio en 1831 destruyó el interior original. Desde 1922 hasta 1970, Heythrop albergó primero una escuela superior jesuita y, más tarde, un centro de formación. La casa es ahora el edificio principal del Heythrop Park Hotel, Golf & Country Club.

## Arquitectura
El parque Heythrop  fue diseñado por el arquitecto Thomas Archer para Charles Talbot, primer duque de Shrewsbury. Shrewsbury había viajado por Italia en un extenso Grand Tour, entre 1700 y 1705. Al parecer, el duque ya había decidido construirlo en 1700, antes de partir hacia Italia, debido a su fracaso en la compra de Cornbury Park, cerca de Charlbury, Oxfordshire. Cornbury era una casa clásica diseñada por el albañil de Inigo Jones, Nicholas Stone, que había sido modernizada más recientemente para el conde de Clarendon por Hugh May; la decepción de Shrewsbury demuestra el entusiasmo por la arquitectura clásica que había adquirido antes de dejar Inglaterra. La arquitectura moderna en Italia había evolucionado hacia su forma barroca, un estilo bastante desconocido en Inglaterra. El duque viajero se dejó conquistar rápidamente: en Roma, Shrewsbury visitó la villa de Domenico de' Rossi en 1702, para "dejar a un lado algunas estampas" del grabador arquitectónico del Studio di architettura civile di Roma, lleno de diseños de Borromini y Bernini.  En 1704 Shrewsbury obtuvo un plano para una casa de Paolo Falconieri.  A su regreso a Inglaterra, aparentemente en posesión de al menos el primer volumen de Rossi (de 1702), Shrewsbury pidió a Archer que creara un palacio italiano moderno situado en la campiña de Oxfordshire. En esa época, Archer era uno de los pocos arquitectos ingleses que habían estudiado en Italia y se habían familiarizado con las formas barrocas de la arquitectura, pero muchos de los detalles de Heythrop  fueron adaptados de precedentes romanos a través de grabados en la publicación de Rossi, aunque ninguno fue imitado directamente.  
Las obras de la casa comenzaron en 1706. En 1709 el techo estaba en su lugar y en 1713 la casa estaba lista para ser ocupada parcialmente, pero John Vanbrugh notó en abril de 1716 que estaba incompleta,  y así seguía siendo hasta la muerte de Shrewsbury en 1718. Los contratistas de la construcción fueron William y Francis Smith de Warwick .   La piedra utilizada es una piedra caliza del Jurásico Medio, aparentemente piedra caliza Chipping Norton procedente de canteras locales. El diseño de Archer fue, tal como se solicitó, de estilo barroco italiano. En la fachada de entrada de once tramos, la gigantesca orden con un techo con balaustradas a nivel es muy similar al diseño que William Talman había ejecutado para el duque de Devonshire en Chatsworth House solo unos años antes.  El orden corintio de Archer se desplaza inquietamente contra el plano de la pared, variando en el frente de entrada desde pilastras planas a columnas adosadas, hasta una mampara independiente que se extiende a lo largo de los tramos de entrada empotrados. El plano del muro es de sillar en el frente de entrada pero con almohadillado acanalado estrictamente convencional en toda la altura del frente del jardín. En las elevaciones laterales, la almohadillación acanalada aparece solo en las esquinas con forma de pilastra almohadillada de los cinco tramos centrales ligeramente salientes. En el friso bajo la cornisa principal, ocasionales y discretas aberturas cuadradas dan luz a los áticos bajos.

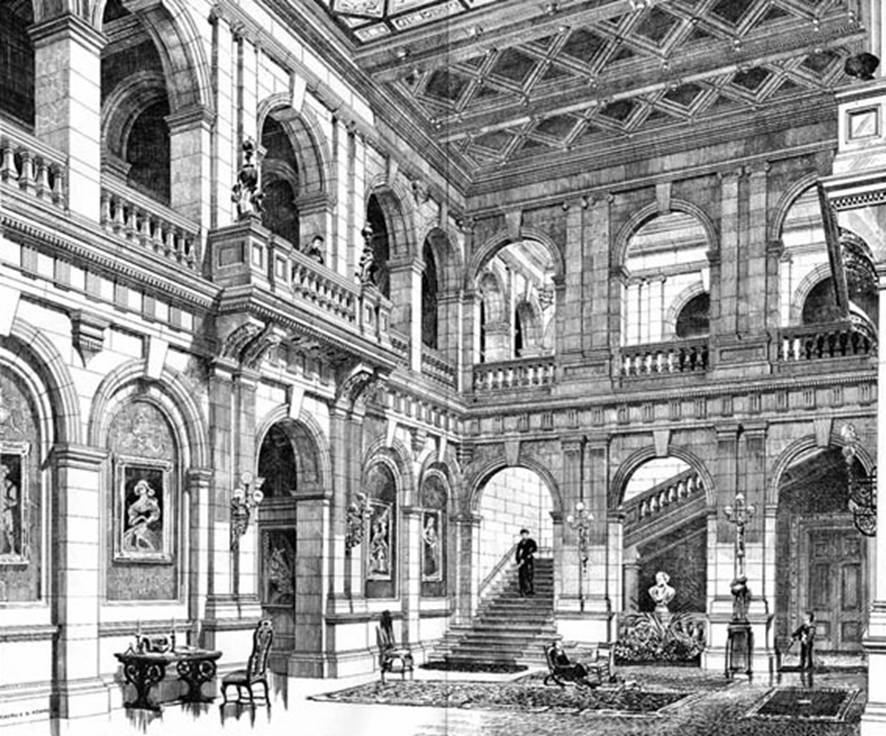
El salón de Alfred Waterhouse en Heythrop Park, descrito por Pevsner como en el estilo de Vanbrugh, puede compararse con el salón de Vanbrugh en el castillo de Grimsthorpe. El tema es el del patio de un palacio renacentista. Paxton diseñó un salón de patio similar con techo de cristal en Mentmore Towers veinte años antes.

La inspiración para la fachada barroca de Heythrop fue el diseño final de Gian Lorenzo Bernini para el Louvre, un plan nunca ejecutado. Al igual que Chatsworth, Heythrop Park consta de dos plantas conectadas por un orden gigante que se alza sobre un semisótano elevado; los tramos están articulados por un orden gigante con volutas corintias barrocas vueltas hacia dentro inventadas por Francesco Borromini. La elevación está interrumpida por tres proyecciones, siendo el centro el pórtico central con columnas corintias ; éste no tiene frontón que interrumpa la línea del techo. Rompiendo con su estilo habitual, Archer ha dado a las ventanas un énfasis inusual al contrastar los detalles arquitectónicos: las ventanas de la planta baja son de un diseño de Bernini, mientras que las del piso superior son de estilo manierista con claves de gran tamaño que penetran la cornisa,  como en Chatsworth de Talman. Los nueve tramos centrales del frente del jardín de 13 tramos llevan la almohadillación del semisótano hasta la pared de la cornisa, con aberturas de ventanas perfectamente sencillas y una puerta central enmarcada en un orden dórico muy sobrio; este frente severo se ve aliviado por sus pabellones de los extremos de dos tramos ricamente tratados, que retoman todos los ricos motivos del frente de entrada.
En 1831 un incendio arrasó la casa y destruyó los interiores, muchos de ellos diseñados por James Gibbs, incluido un salón en forma de cuadrifolio, una característica que se cree que era única en Inglaterra. Otras características de las habitaciones incluían un salón que tenía un entablamento sostenido por estatuas de tamaño natural de Ceres y Flora debajo de un techo estucado que representaba los cuatro rincones del globo. La señora Philip Lybbe Powys, que visitó Heythrop en 1778, comentó que el trabajo de estuco era obra del "famoso Roberts de Oxford", aunque el yesero Thomas Roberts nació en 1711;  "En los arcos sobre las puertas", la señora Lybbe Powys señaló "fábulas de Esopo, finamente ejecutadas en estuco, con guirnaldas de hojas de parra".
Después del incendio, la casa quedó abandonada hasta que fue vendida al contratista ferroviario Thomas Brassey en 1870 como regalo de bodas para su tercer hijo, Albert Brassey (1840-1918). Brassey encargó al eminente arquitecto Alfred Waterhouse la reconstrucción del interior. Waterhouse, un destacado arquitecto del Renacimiento gótico, en deferencia a la historia de la casa trabajó en un estilo neoclásico; su salón con arcadas de doble altura recuerda más al barroco de John Vanbrugh que al de Archer. Sin embargo, Waterhouse añadió motivos góticos al triforio del salón en forma de vidrieras, de Morris and Co, que representan la Fe, la Esperanza y la Caridad.

## Historia

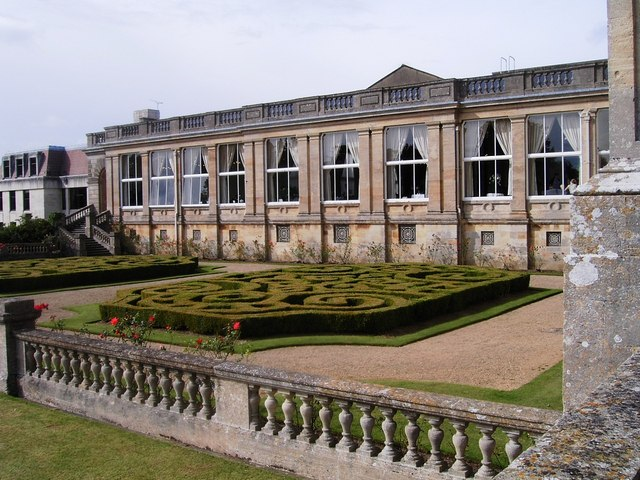
Parque Heythrop. En el la casa fue ampliada para uso institucional. Se emplearon algunos estilos arquitectónicos contrastantes.

Heythrop Hall pasó por varias generaciones de la familia Talbot hasta que quedó inhabitable tras el incendio de 1831. Reconstruida por los nuevos propietarios, la familia Brassey, en 1871; la casa permaneció en su posesión hasta 1926. Desde entonces y hasta 1970, Heythrop Hall fue una universidad para los estudios filosóficos y teológicos de los escolásticos jesuitas. Durante este período la casa fue reformada y ampliada, no siempre en un estilo acorde con el concepto arquitectónico original. En 1926 se añadieron dos alas al frente norte, construidas con piedra de hierro de Hornton, procedente del norte de Oxfordshire. Al igual que la piedra caliza Chipping Norton, es una piedra caliza del Jurásico medio, pero su mayor contenido de hierro la hace mucho más oscura y marrón que la piedra utilizada para construir la casa en el siglo XVIII.
En 1952 la pista de tenis cubierta real se transformó en capilla y en 1965 se añadió una biblioteca. En 1960, el estudio de arquitectura Howell, Killick y Amis creó en el terreno dos residencias de estudiantes de estilo contemporáneo.
Cuando en 1970 el colegio jesuita se trasladó a Londres como parte de la Universidad local, el grupo National Westminster Bank compró Heythrop Park y convirtió la casa y sus alrededores en un centro de formación y conferencias. En 1999, NatWest vendió la casa a la empresa Firoka Ltd de Firoz Kassam, que convirtió la casa y los terrenos en un hotel y club de campo.

## Club de campo y golf del hotel Heythrop Park
Heythrop Park Hotel Golf & Country Club es un hotel con instalaciones para conferencias y un campo de golf. En 2018, Bourne Leisure compró el sitio y reabrió Heythrop Park como hotel de su cadena Warner Leisure Hotels en 2022. 